# Xanna
Xanna, pleme američkih Indijanaca, jezično i etnički neklasificirano, u 17. stoljeću naseljeni u krajevima jugoistočno od Hasinai Indijanaca, odnosno na području današnjeg istočnog Teksasa i vjerojatno zapadne Louisiane. Xanna se ne smiju pobrkati s plemenom Sana iz grupe Tonkawa. 